# Terezie Blumová
Terezie Blumová (30. října 1909, Budapešť – 27. října 2008, Praha) byla česká hlasová pedagožka maďarského původu. Narodila se v Budapešti a tam se také seznámila Lajosem Szamosim, který se věnoval hlasové rehabilitaci a hlasové pedagogice. Rozvinul postupně vlastní metodu, které se od něj Terezie Blumová naučila. V roce 1945 se přestěhovala se svým manželem Ladislavem Blumem (1911 – 1994) do Prahy a tak přinesla tuto metodu do českých zemí. Ladislav Blum se zpěvu intenzivně věnoval celý život, v Praze více než třicet let působil jako kantor (chazan) v Jeruzalémské synagoze. Terezie Blumová se výuce věnovala po celý svůj velmi dlouhý život a vychovala celou řadu zpěváků, mimo jiné Janu Lewitovou, Markétu Malcovou, Zuzanu Vlčinskou nebo Pavlu Kšicovou.

## Metoda
Hlavní myšlenkou pěvecké metody, kterou vyučovala, bylo obnovení přirozeného plynutí dechu a hlasu. Principem tedy mnohdy nebylo něco se učit, ale odnaučovat, uvolňovat cestu přirozeným impulsům dechu a hlasu. K dosažení tohoto cíle se používalo zvláštních hmatů, kdy učitel zamezoval přílišnému stahování některých svalů,
jež mohou blokovat dech a hlas. Student tak měl bezprostřední zkušenost, jak má správně zpívat a posléze ji dokázal uplatnit sám. Hmaty spočívaly například v lehkém v přidržení vyplazeného jazyka (čímž vzniká více prostoru v hrtanu nad hlasivkami), lehkém stisku mezi jazylkou a štítnou chrupavkou či v lehkém uchopení brady (kdy se zároveň uvolní napětí kořene jazyka). Cílem vždy je nalézt přirozené užívání hlasu a to rozvíjet.
Motto profesorky Blumové bylo: "Volnost místo násilí, cit místo sentimentu."